# Odontocerum albicorne
Odontocerum albicorne är en nattsländeart som först beskrevs av Giovanni Antonio Scopoli 1763.  Odontocerum albicorne ingår i släktet Odontocerum och familjen böjrörsnattsländor. Enligt den svenska rödlistan är arten nära hotad i Sverige. Arten förekommer i Götaland och Svealand. Artens livsmiljö är sjöar och vattendrag, våtmarker, skogslandskap. Inga underarter finns listade i Catalogue of Life.

## Bildgalleri

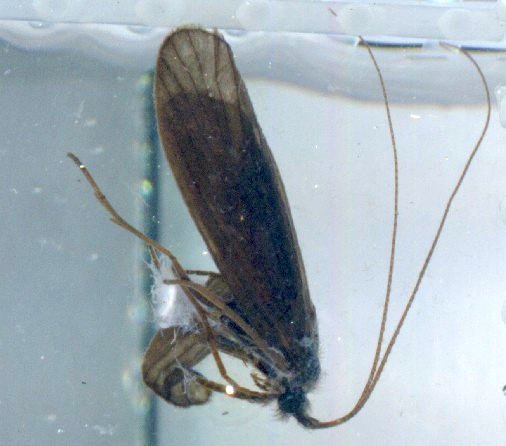